# Hermandad del Cristo del Perdón y María Santísima de los Dolores
La Hermandad del Santísimo Cristo del Perdón y María Santísima de los Dolores de La Puebla del Río es una hermandad religiosa de la localidad sevillana de La Puebla del Río.

## Los orígenes

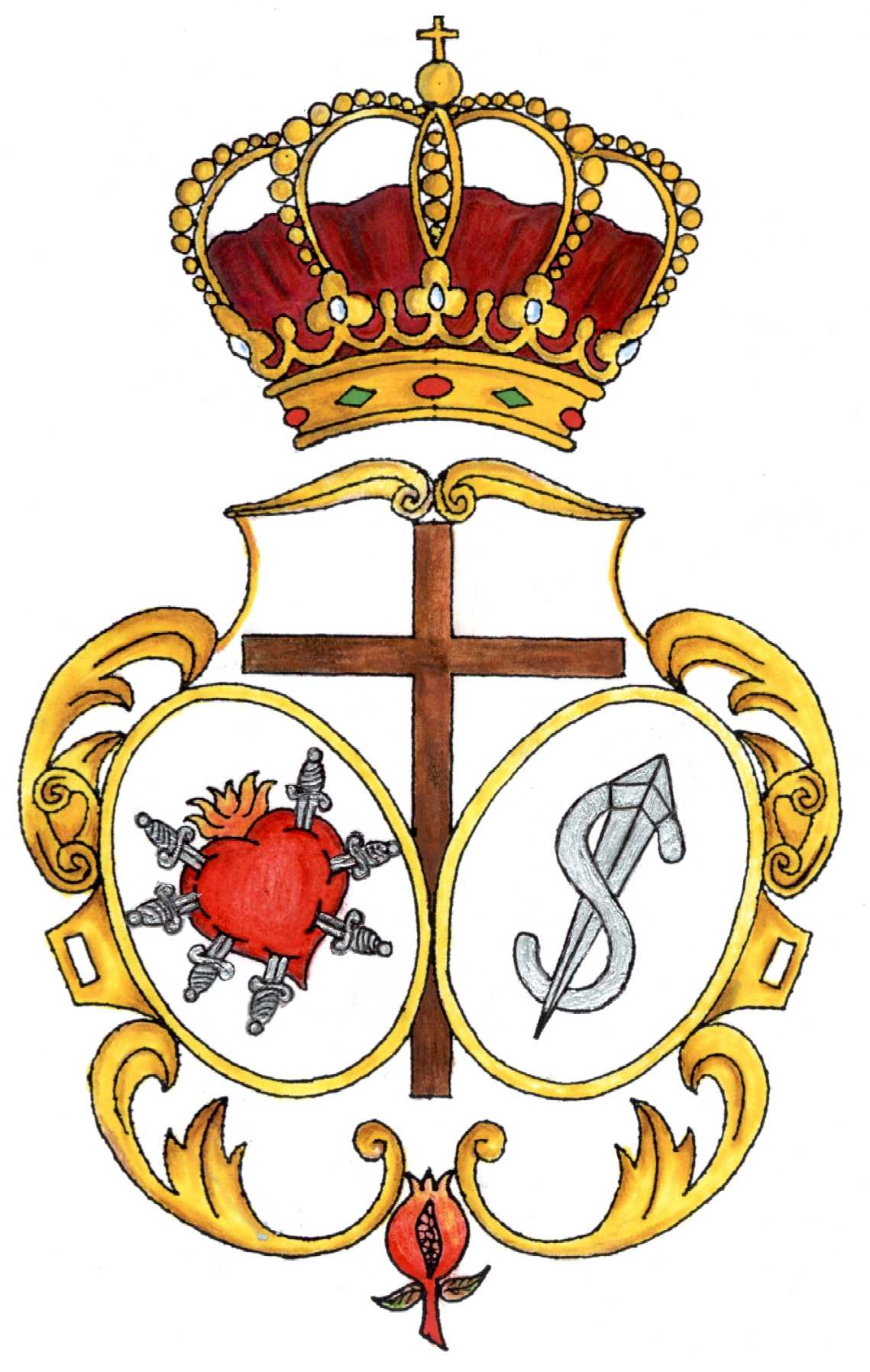
Escudo de la Hermandad.

El origen de la Real, Antigua y Fervorosa Hermandad Servita y Cofradía de Nazarenos del Santísimo Cristo del Perdón y María Santísima de los Dolores es todavía hoy una verdadera incógnita. Según algunas investigaciones, su fundación se remonta casi con toda seguridad a mediados del siglo XVIII, ya que fue la época de más esplendor de la orden Servita en Andalucía, a la que la Hermandad pertenece desde el comienzo. Además, se han encontrado escritos en el archivo parroquial que acreditan la existencia de la misma en 1789. No obstante, los documentos más antiguos pertenecientes a la Hermandad que se conservan datan del año 1848, fecha de un libro de cuentas de aquella época que hoy día se conserva y se guarda en la Casa–Hermandad y un cartel anunciador del tradicional Septenario a la Santísima Virgen de 1.870. Además, también han llegado hasta nuestros días, dos varas de oficiales de plata y cuatro arcángeles pasionarios en madera que escoltaban la peana de salida de la Virgen.
En dicho libro aparecen las cuentas de la Hermandad desde 1.848 hasta 1.880, los cambios de Junta de Gobierno, las visitas de los Visitadores Generales del Arzobispado para examinar y aprobar las cuentas de la Hermandad y un inventario de 1.859, realizado con motivo de un cambio de Junta de Gobierno, en el que se detallan todos los bienes que poseía.
Los Hermanos Mayores que se sucedieron durante estos años fueron cuatro. Los nombres de éstos y los periodos en los que desarrollaron el cargo son los que a continuación siguen:
D. Francisco Javier de la Fuente y Herrera (¿? - 12 de junio de 1859).
D. José Soriano y Gómez (12 de junio de 1859 a 23 de marzo de 1862).
D. Juan Miguel Peñuela (23 de marzo de 1862 a 6 de enero de 1868).
D. Francisco Javier de la Fuente y Campos (6 de enero de 1868 - ¿?).
La economía de la Hermandad en aquel tiempo no presentaba grandes ingresos, no obstante, durante más de 25 años, éstos se mantuvieron en cantidades superiores a los gastos, sobrando siempre una remanente de un año a otro. Pero, a partir del año 1.874, la Hermandad parece entrar en crisis y empieza a acumular deuda hasta el último año que aparece contabilizado en el libro, es decir, 1.880. Esto puede ser un indicio de la fecha o de la época en la que la Hermandad perdió su actividad.
En referencia a los ingresos, la Hermandad los obtenía de diferentes fuentes que apenas si variaron a lo largo de los años. Estas eran:
- Mensualidades de los hermanos.
- Venta de escapularios (a 2 Reales cada escapulario).
- Limosna recogida en la batea durante el Septenario.
- Hermandad Callejera (aunque no se especifica qué es exactamente, seguramente eran los donativos que se recogían pidiendo por la calle).
- Pagos para la procesión (2 Reales por persona).
- Enseres de la Hermandad.
- Venta de cera vieja.
- Asistencias.
- Venta de velas (a 3 Reales cada vela).
- Entrada de hermanos (10 Reales por persona).

En el capítulo de gastos había una mayor diversidad, como se puede comprobar en los numerosos conceptos en los que la Hermandad desembolsaba el dinero:
- Derechos Parroquiales.
- Al organista por tocar en las meditaciones y en la Función.
- Al predicador del Septenario.
- Entierros de los hermanos (75 Reales por hermano fallecido).
- Compra de cera.
- Compra de escapularios a las monjas (1 Real cada escapulario).
- Compras diversas.
- Flores.
- Compra y restauración de enseres.
- Artículos de la Virgen (encajes, enaguas, mantos, tocas,…)
- Incienso para la Función.
- Músicos para la Función y la procesión.
- Gratificación al sacristán.
- Por repicar en la Función.
- Convocatorias (carteles para los Cultos).

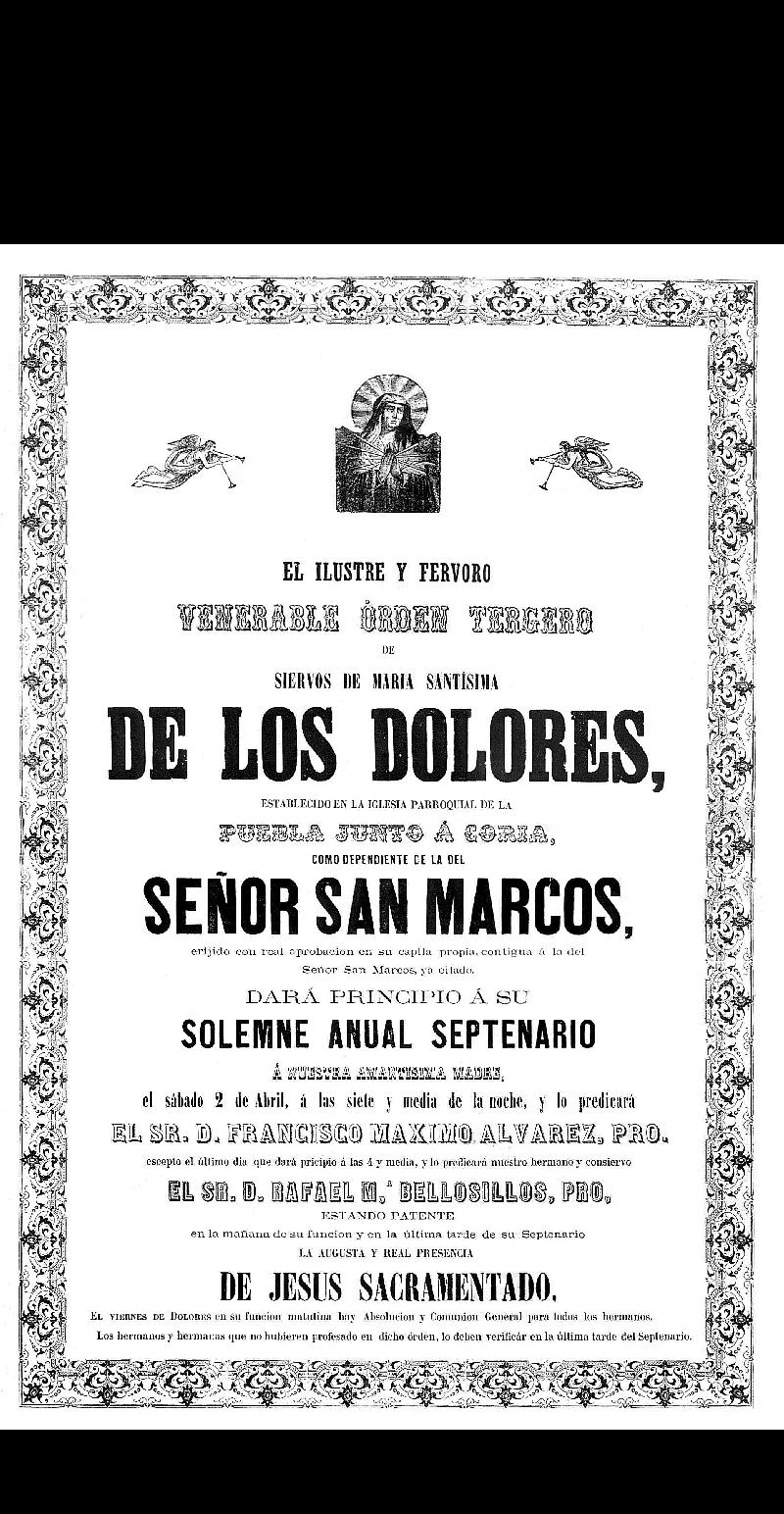
Cartel de Cultos del año 1870.

La Hermandad pertenecía al Orden Tercero de los Servitas y rendía culto a la Santísima Virgen de los Dolores, a San Felipe Benicio y a Santa Juliana Falconieri, santos italianos del siglo XIII pertenecientes a dicha Orden, cuyas imágenes se sitúan en el mismo altar de la Virgen a ambos lados de Ella. Por tanto, el Santísimo Cristo del Perdón, no pertenecía originariamente a la Hermandad, sino que sería después, con la reorganización del año 1965, cuando entró a formar parte como titular. El nombre de la corporación era "Ilustre y Fervoroso Venerable Orden Tercero de Siervos de María Santísima de los Dolores".
Los principales actos de culto que realizaba al cabo del año eran el Septenario en honor a la Virgen de los Dolores y la procesión del Viernes de Dolores. El Septenario empezaba el Sábado antes del Viernes de Dolores, teniendo en este día su Función Principal. Durante estos cultos se contrataba a un organista y, en ocasiones, a algunos músicos que solemnizaban aún más esos actos. Además, el Viernes de Dolores había absolución y comunión general para todos los hermanos y exposición del Santísimo. La misa del último día empezaba tres horas antes de lo habitual, lo que nos puede hacer suponer que esto sería así porque, al término de la misma, daría comienzo la procesión, esto es, entre las cinco y media y las seis de la tarde, para evitar que la noche los sorprendiera en la calle. La procesión estaba compuesta por el paso de la Virgen y dos pasos más en los que procesionaban San Felipe y Santa Juliana. Según algunos detalles que relata el libro, podemos afirmar que los pasos eran unas andas de madera de Flandes muy sencillas y, sobre todo, pequeñas, ya que, además de adaptarse al tamaño de las imágenes, tenían que adaptarse al tamaño de la puerta principal de la Iglesia, con cuatro maniguetas cada uno para llevar las imágenes sobre los hombros. Las parihuelas eran tapadas con cuatro faldones, mientras la parte superior de las mismas lo era con un hule. La Virgen se situaba sobre una peana verde jaspeada de perfiles dorados, con una nube y cuatro arcángeles en los extremos, que aún se conservan y procesionan en el paso del Stmo. Cristo del Perdón, tras haber sido sometidos a un proceso de restauración por parte de D. Enrique Lobo Lozano en 2.003. Cada santo por su parte se colocaba sobre una peana jaspeada lisa más sencilla que la de la Virgen. El paso de la Virgen, además, tenía una barandilla dorada con seis cubillos para las velas y, seguramente, algún candelabro y alguna jarra para las flores. También poseía la Hermandad un simpecado, con dos borlas y un cordón, rematado por una cruz, que es muy probable que también saliera en la procesión.
Tras la pérdida de actividad de la Hermandad como tal a finales del siglo XIX o principios del XX, se sabe, y todavía nuestros mayores lo recuerdan, que el tradicional Septenario en honor a la Virgen de los Dolores se siguió celebrando durante mucho tiempo. No se sabe con certeza si tras la desaparición de la Hermandad siempre se siguió celebrando, probablemente no, pero sí se tiene constancia que durante los años 50 y 60 así ocurría, como demuestran algunas fotos de aquella época en la que aparece el altar de cultos para el Septenario y algunos recibos, que hoy día se conservan, referentes al pago por la celebración de dicho acto de culto.
Como curiosidad se puede reseñar que tal Septenario fue costeado durante muchos años por D. Daniel de la Fuente Lama, cuyos antepasados habían pertenecido tradicionalmente a las Juntas de Gobierno de la Hermandad haciendo de esta familia una de las más representativas dentro de la nómina de hermanos. Tal es así, que a los pies del altar de la Virgen de los Dolores se encuentra enterrado un joven llamado Diego de la Fuente y Campos, que murió el 25 de octubre de 1869 por recibir de forma involuntaria un disparo en un muslo, cuyo padre, D. Francisco J. de la Fuente y Herrera, había sido Hermano Mayor y su hermano, D. Francisco J. de la Fuente y Campos, lo era en el momento de su muerte.

## La Reorganización
Fue en el año 1965 cuando un grupo de jóvenes cigarreros, apasionados de las cofradías, entre los que se encontraban Eugenio Bejarano, Hipólito Lora, Francisco Pineda, Adolfo Suárez, Martín Vega, Manuel Lama, José González, Juan Manuel González, Joaquín Martínez, Manuel Campos y Baldomero Vargas, propusieron al cura párroco D. Antonio Palomar crear una Hermandad de Penitencia, siendo aprobada y optándose como titulares por la Stma. Virgen de los Dolores y el Stmo. Cristo del Perdón. El primer Hermano Mayor de esta nueva andadura fue D. Francisco Javier Pineda Terán. Los comienzos, como en casi todas las cosas, fueron muy duros. La ilusión era mucha, pero las dificultades también. Poco a poco fueron apareciendo los proyectos más necesarios de realizar entre los que cabría destacar la realización de los pasos procesionales y la compra de los primeros enseres. En referencia a esto, Serafín Jiménez Pérez se encargó en el año 1968 de realizar las nuevas parihuelas del paso de Cristo, cuyo diseño y talla se encargó posteriormente al prestigioso artista sevillano Antonio Martín, autor de muchos de los mejores pasos procesionales de la Semana Santa de Sevilla y del altar mayor del santuario de Ntra. Sra. del Rocío de Almonte entre otros, comprendiendo la realización del mismo desde 1.970 hasta 1.988. El primer paso de palio para María Santísima de los Dolores era un compendio de enseres antiguos. El palio, sostenido por varales de madera, era liso, tenía forma de cajón y estaba solamente adornado por un corazón traspasado por siete puñales que figuraba en la parte central de la bambalina frontal. Este palio al parecer pudo ser el que honraba a la Santísima Virgen antes de la disolución de la Hermandad. La candelería estaba compuesta por toda una serie de candelabros viejos pertenecientes a la parroquia, y los respiraderos, más simples si cabe, estaban confeccionados en tela.
En los siguientes años, la Hermandad empezó a realizar algunas mejoras en ambos pasos de tal manera que en 1.967 compró a Manuel Domínguez Rodríguez unos varales de metal plateado, sin apenas ornamentación, que son los que sostuvieron el palio de la Virgen hasta 1.994. Dos años después, en 1.969, se encargó a Orfebrería Villarreal los espléndidos respiraderos que en la actualidad posee el paso, restaurados años más tarde por el mismo taller. También se acometió el encargo de una nueva cruz para el Santísimo Cristo, pues la que tenía originariamente no era lo suficientemente larga y fuerte para procesionar en un paso. De esta manera, Francisco Buiza, prestigioso imaginero sevillano, ejecutó en 1.966 una nueva cruz de tipo arbóreo, de color negro y llagas doradas, que es la que ha sostenido al Señor hasta el año 2002.
En lo referente a la salida procesional, la Hermandad estuvo saliendo de la Parroquia desde 1.965 hasta 1.969, para lo cual tuvo que modificarse la puerta del Perdón y sustituirse por la actual ya que sus dimensiones eran excesivamente pequeñas. A partir de ese año, el Cura Párroco por aquel entonces D. Ramón González Gaviño, ordenó que la salida procesional se llevara a cabo desde la Capilla de San Sebastián con el objetivo de tener más espacio en la Parroquia para celebrar el Triduo Pascual. Esto motivó que la Hermandad tuviera que realizar nuevamente el encargo en 1.970 de una nueva puerta para la Capilla, ya que la que había, al igual que la de la Parroquia, era demasiado pequeña para que los pasos salieran, siendo esta la que existe en la actualidad.
En estos primeros años los pasos eran sacados a la calle por vecinos de La Puebla que cobraban por tal labor, lo cual suponía para la Hermandad, cuyos ingresos eran mínimos, un desembolso bastante importante de dinero, pudiendo mencionarse como anécdota, que más de un año solicitaron un aumento salarial bajo la amenaza de que si no eran atendidas sus demandas los pasos no saldrían. Años después, se empezó a contratar a la cuadrilla de costaleros profesionales del capataz sevillano D. Salvador Dorado Vázquez apodado "El Penitente", la cual estuvo viniendo hasta la Semana Santa de 1.983, fecha a partir de la cual comenzaron los hermanos costaleros.
Año a año, con muchos esfuerzos, la cofradía iba tomando forma. Se empezaron a comprar y encargar enseres para los pasos como la peana de salida para la Santísima Virgen (adquirida a la Hermandad de San Roque de Sevilla en 1.975) y la canastilla del paso del Santísimo Cristo (realizada por Antonio Martín entre 1.970 y 1.974) e insignias para la procesión tales como la Cruz de Guía y tres astas de bandera (compradas a la Hermandad de San Roque de Sevilla en 1.976) o la vara del Hermano Mayor (realizada en 1.972 por Orfebrería Villarreal). En 1.973 las imágenes fueron llevadas hasta el taller del imaginero Francisco Buiza, con el objetivo de que fueran restauradas. En este proceso de restauración el Santísimo Cristo del Perdón recibió una nueva capa de policromía y sufrió un cambio de color en el paño de pureza, sustituyéndose el blanco que entonces tenía por el dorado original. Mientras, a la Santísima Virgen de los Dolores se le suplantó el candelero, que era demasiado erguido, por otro algo más grande e inclinado, se le colocaron pestañas y cinco lágrimas de cristal de las cuales carecía y, finalmente, se le realizó un nuevo juego de manos abiertas.
Durante esta época, los enseres eran repartidos como buenamente se podía entre las casas de los hermanos más allegados, y las reuniones de la Junta de Gobierno, al carecer de sede social alguna, se celebraban en lugares tan dispares como las Escuelas Parroquiales, el desaparecido colegio San Juan Bosco, la Capilla de San Sebastián e incluso en algún bar.

## Desde los años 80 hasta la actualidad
En la década de los 80, la Hermandad experimenta un lento pero firme ascenso en todos los niveles, tomando un mayor protagonismo y relevancia dentro del pueblo, Así, en 1987 las primeras Reglas fueron aprobadas por el Arzobispado. Cambiaron muchas cosas a partir de entonces, pero como curiosidad cabe destacar que se modificó el título que hasta entonces tenía de "Hermandad y Cofradía de Nazarenos del Stmo. Cristo del Perdón y María Stma. de los Dolores" por el actual, fruto de la unión de la titulación antigua con la anteriormente referida y la aceptación, en 1.983, del título de Hermano Mayor Honorario por parte de S.M. el Rey D. Juan Carlos I.

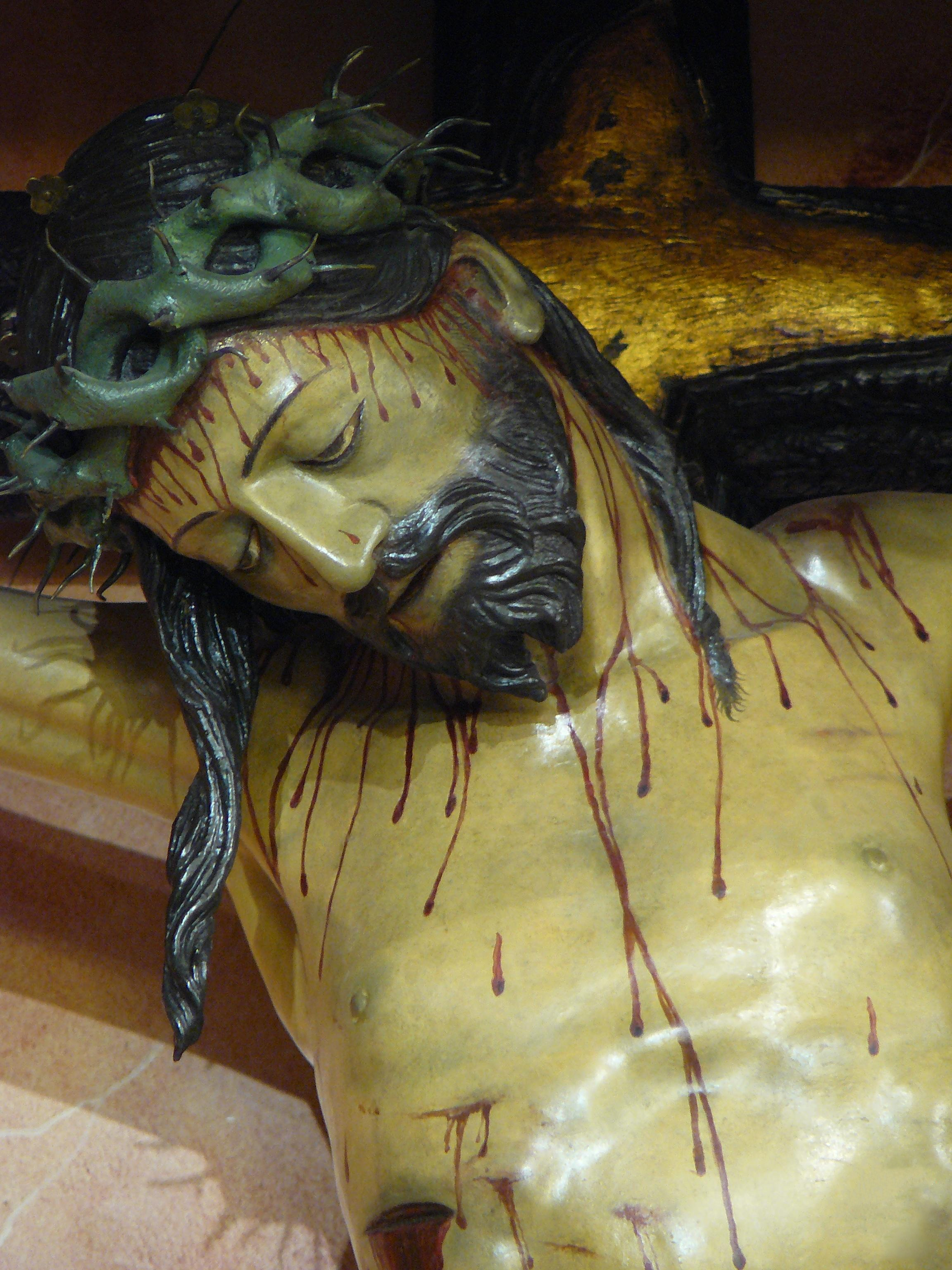
Santísimo Cristo del Perdón (siglo XVI).

En esas mismas fechas, motivado principalmente por la lamentable situación económica, surge por iniciativa de dos miembros de la Junta de Gobierno, concretamente D. Francisco Núñez y D. Jesús Pedraza, la idea de crear una cuadrilla de hermanos costaleros con la idea previa de poder desquitarse del enorme gasto que suponía contratar la cuadrilla de costaleros profesionales de Salvador Dorado Vázquez. De esta manera, el Viernes Santo de 1.984, bajo el madrinazgo de la artista cigarrera Macarena del Río, fue la primera ocasión, en la que los pasos de la Hermandad fueron llevados por hermanos de forma desinteresada, representando este acontecimiento toda una revolución que fue más allá de ahorrarse la contratación de una cuadrilla profesional. Los hermanos costaleros revitalizaron e impulsaron la Cofradía. Trajeron consigo que muchas personas, que no habían tenido relación alguna con la Hermandad, se acercaran a ella, se hicieran hermanos y la acompañaran en cada estación de penitencia. Provocaron, en definitiva, que La Puebla se identificara aún más con su Cofradía y que el apoyo fuera mayor de lo que hasta entonces había sido. Ese mismo Viernes Santo también fue muy especial por poder contar, por primera vez, con la presencia en la Cofradía del Excmo. y Rvdmo. Sr. Arzobispo de Sevilla, D. Carlos Amigo Vallejo, el cual tuvo a bien acompañar a los titulares durante un pequeño trayecto del recorrido.

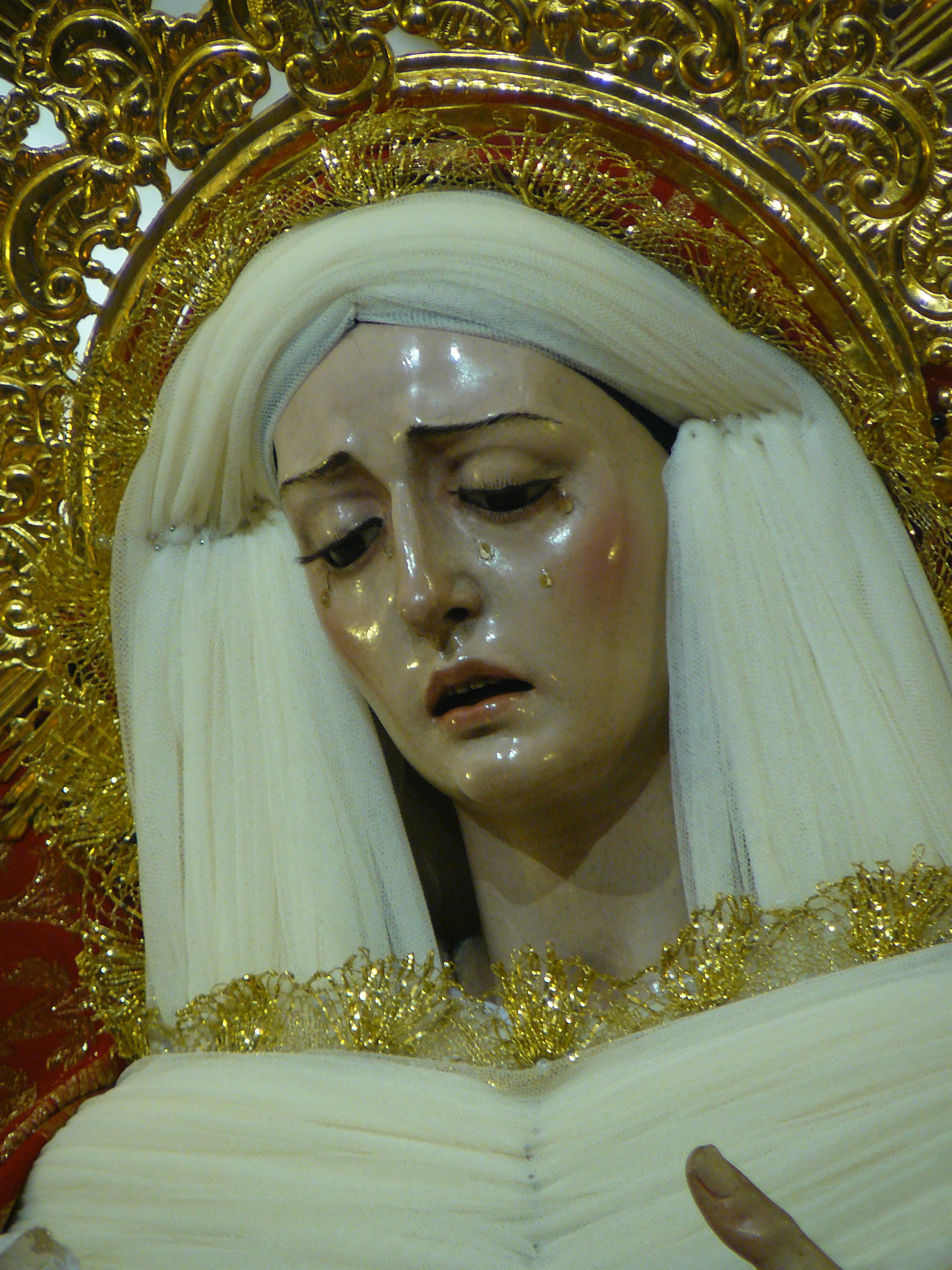
María Santísma de los Dolores (siglo XVII).

La década de los 90 comienza con la celebración del XXV Aniversario de la Reorganización de la Hermandad, la cual es culminada con la salida extraordinaria de la Santísima Virgen de los Dolores el 15 de septiembre. Un hecho trascendental que ocurre posteriormente y que fue decisivo para alcanzar un mayor florecimiento fue la adquisición de la Casa-Hermandad en 1991, siendo Hermano Mayor D. Manuel Campos Martínez, siendo bendecida el 15 de septiembre del citado año por el Canónigo de la Santa Iglesia Catedral D. Federico Pérez Estudillo.
En la Casa-Hermandad precisamente se organizó desde su adquisición el taller de bordados, promovido por D. Francisco González Cabello, quien diseñó todas las piezas que se realizaron en él hasta el año 2000, entre las que destaca el palio de María Stma. de los Dolores, bordado entre 1.992 y 1997. Aunque el patrimonio de la Hermandad no sólo se enriqueció en bordados, ya que durante todos estos años, ambos pasos han sido considerablemente enriquecidos sobre todo en orfebrería.
Aunque quizás el hecho más importante en cuanto a patrimonio se refiere fue la restauración de la Imagen del Stmo. Cristo del Perdón por el Doctor D. Juan Manuel Miñarro López en 2.001, que rescató una de las mejores tallas del siglo XVI que se conservan en Andalucía. El proceso de restauración se completó en 2002 con la realización de una nueva cruz para el Cristo a cargo del imaginero y restaurador D. Enrique Lobo Lozano.
El trabajo de recuperación de patrimonio no se quedó sólo en la Imagen del Stmo. Cristo del Perdón, sino que también se recuperaron cuatro Arcángeles pasionarios, posiblemente del siglo XVIII, que pertenecían al antiguo paso de la Virgen, que fueron restaurados por D. Enrique Lobo en 2.003. Además, en este mismo año se llevó a cabo la restauración del retablo del Stmo. Cristo del Perdón en la Parroquia de Ntra. Sra. de la Granada. Finalmente, cabe destacar la pequeña restauración a que fue sometida la Santísima Virgen en 2005 por D. Juan Manuel Miñarro, en la que se le realizó un limpiado de la policromía y un nuevo candelero.
Hoy día la Hermandad ha ampliado su presencia en el pueblo realizando una amplia gama de actividades de todo tipo: formativas, espirituales, culturales, de asistencia social, de colaboración con otras instituciones, etc. contando con un respaldo que llega a los 1300 hermanos, que son su mayor patrimonio.
Antoñita Moreno es hermana de la cofradía y Camarera de Honor de la Santísima Virgen de los Dolores.

## Datos de interés de la Hermandad
Localidad: La Puebla del Río (Sevilla).

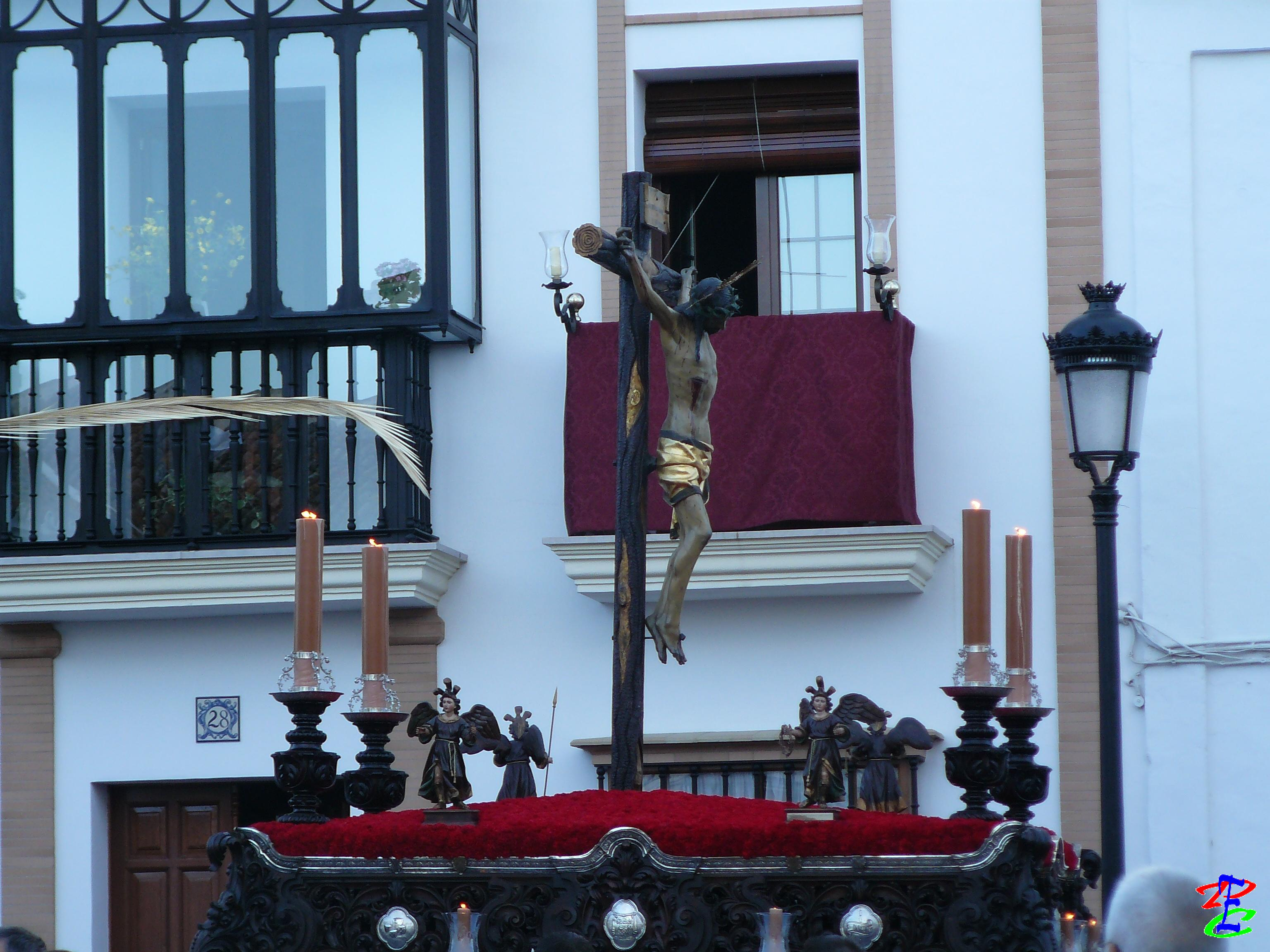
Paso del Santísimo Cristo del Perdón (Viernes Santo 2009).

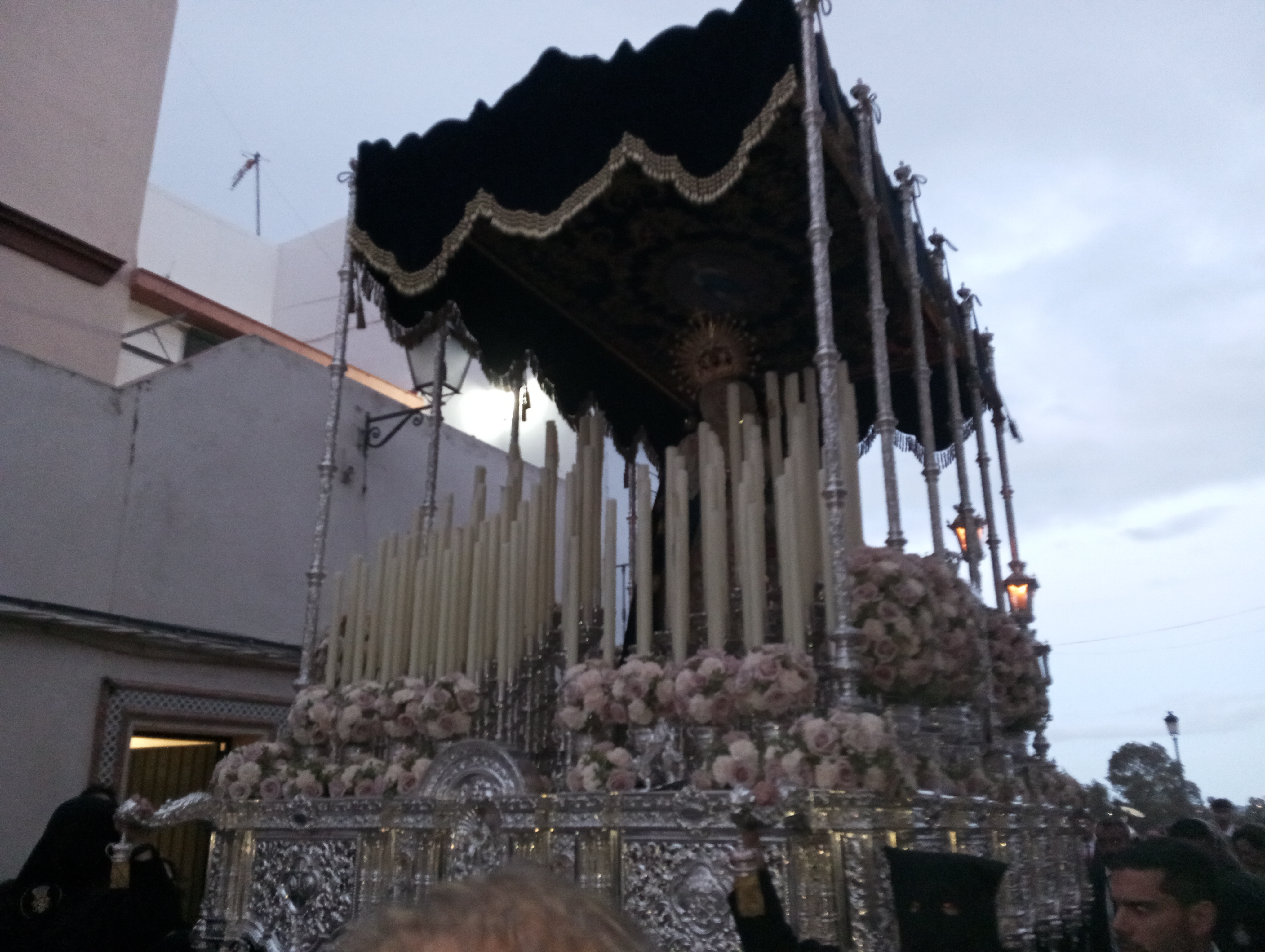
Palio de Nuestra Señora de los Dolores (Viernes Santo 2025).

Fundación: mediados del siglo XVIII.
Hermano Mayor: D. Juan Antonio Palma Juan.
Sede Canónica: Parroquia de Ntra. Sra. de la Granada.
Sede Social: Casa de Hermandad (C/ Soledad, 12 - 41.130 La Puebla del Río / Sevilla)
Teléfono: 686 377 080
Nº de hermanos: 1300 aprox.
Nº de nazarenos: 300 aprox.
Hábito Nazareno: Los nazarenos visten túnica de capa blanca; botones, cíngulo y antifaz de terciopelo azul marino, guantes y calcetines blancos y zapatos negros.
Acompañamiento musical del Señor: Trio de Música de Capilla.
Acompañamiento musical de la Virgen: Banda Municipal de Música de La Puebla del Río.
Titulares:
Cristo del Perdón (anónimo, atribuido a Jorge Fernández Alemán - siglo XVI) y Virgen de los Dolores (anónima - siglo XVIII).
Cultos anuales:
- 17 de febrero: Función en honor a los Siete Santos Fundadores de la Orden Servita.
- Triduo en honor al Cristo del Perdón (última semana de Cuaresma).
- Viernes de Dolores: Via + Crucis y Besapiés del Santísimo Cristo del Perdón.
- Estación de Penitencia en la tarde del Viernes Santo.
- Del 12 al 14 de septiembre: Triduo en honor de la Virgen de los Dolores.
- 15 de septiembre: Función Principal de Instituto y Besamanos de la Santísima Virgen de los Dolores.
- Misa por los hermanos difuntos (tercer sábado de noviembre).